# Green Mace

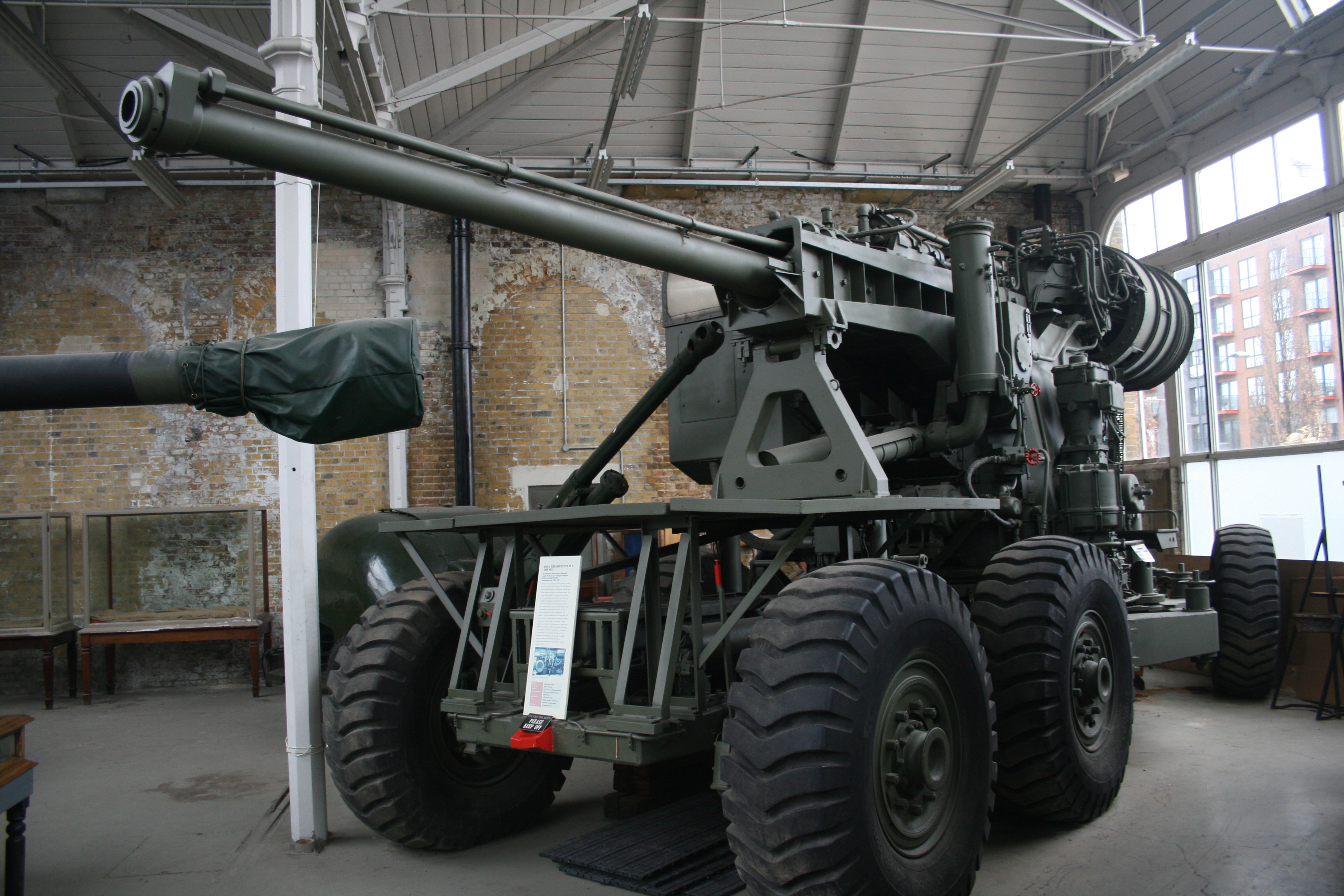
Prototype du Green Mace au Royal Artillery Museum de Woolwich en 2015.

Le Green Mace, également connu sous le nom de QF 127/58 SBT X1, est un prototype de canon antiaérien lourd britannique développé au début des années 1950.
Il a été rendu obsolète par le développement du missile surface-air guidé et n'est donc jamais entré en production, avec un seul prototype survivant.